# Eremo di Monte Giove
L’eremo di Monte Giove costituisce la sommità più elevata della serie di colline che circonda la città di Fano, collocandosi a 223 metri sopra il livello del mare. Dall'alto del colle è possibile osservare la città lungo la fascia costiera e, risalendo la valle del Metauro, verso la catena appenninica dominata dal Monte Catria.

## Storia
La sommità del colle divenne proprietà dei monaci della Congregazione Camaldolese dell'ordine di san Benedetto a partire dal 1609, anno di costruzione del loro convento, ultimato nel 1627. Alla sua edificazione contribuirono molti benefattori e lo stesso comune di Fano, che si impegnò a somministrare alla famiglia religiosa una notevole quantità di grano.
L'Eremo acquistò un grande splendore in breve tempo e, nel 1657, venne visitato dalla regina di Svezia Cristina Alessandra Maria. Nel 1741, a causa di cedimenti dovuti all'instabilità del terreno, la chiesa venne completamente ricostruita in posizione più arretrata, su disegno dell'architetto riminese Giovan Francesco Buonamici.

## Descrizione

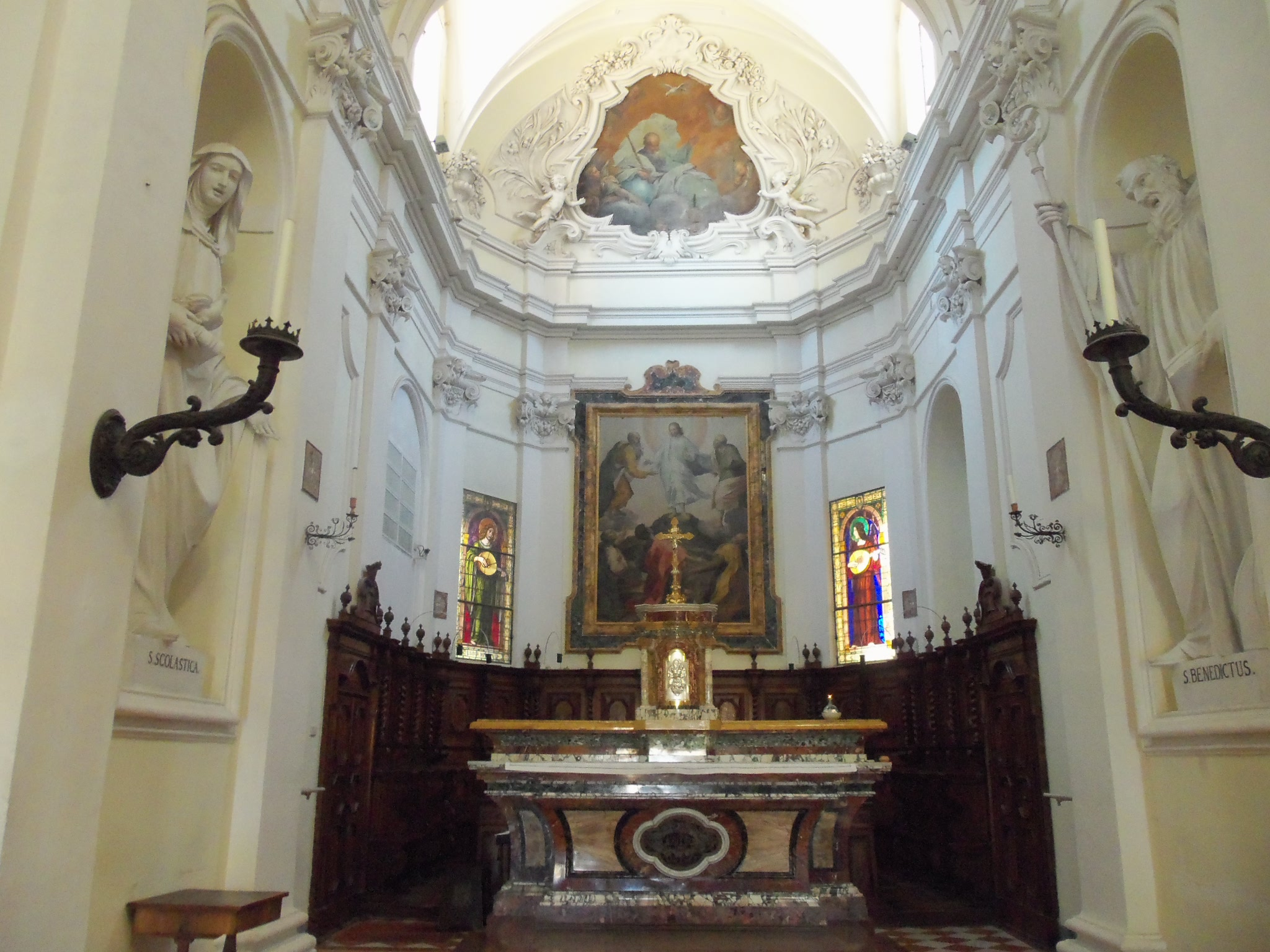
Interno della Chiesa. Sul fondo la tela della Trasfigurazione e due delle quattro statue presenti.

La chiesa attuale, dedicata al Salvatore, a pianta ottagonale e con facciata tripartita, conserva al suo interno le quattro statue di san Benedetto, santa Scolastica, san Pier Damiani e san Bonifacio, eseguite dallo scultore riminese Carlo Santi. Inoltre presenta una statua di san Romualdo da Ravenna, fondatore dell'ordine Camaldolese, opera del veneziano Antonio Corradini.
La tela della Trasfigurazione che sovrasta il coro e l'altra della Madonna con santi e l'arcangelo Gabriele poste nella sagrestia sono del pesarese Gianandrea Lazzarini. Dalla precedente chiesa seicentesca provengono le due tele raffiguranti San Romualdo e il Faggio del miracolo e Cristo bambino con la croce, san Giuseppe e i santi Maria Maddalena, Benedetto, Romualdo e Scolastica del pittore camaldolese Venanzio da Camerino. La cappella di sinistra, fatta erigere da Guido Nolfi, è dedicata a sant'Onofrio e a san Giuseppe.
Attualmente l'eremo è caratterizzato, oltre che dalla presenza della chiesa, da alcune casette per i monaci con relativi orti e da una foresteria con camere. Il tutto si estende su un'area di circa tre ettari e mezzo di terreno. Per le sue caratteristiche di luogo silenzioso e appartato, la località viene spesso utilizzata per ritiri spirituali e incontri di studio.